# Ubari
Ubari  sau Awbari (berberă Ubari; arabă أوباري)  este un oraș în Libia. A fost capturat de Consiliul Național de Tranziție pe 22 septembrie 2011.